# Saint-Ouen-sur-Gartempe
Saint-Ouen-sur-Gartempe är en kommun i departementet Haute-Vienne i regionen Nouvelle-Aquitaine i västra Frankrike. Kommunen ligger i kantonen Le Dorat som tillhör arrondissementet Bellac. År 2022 hade Saint-Ouen-sur-Gartempe 214 invånare.

## Befolkningsutveckling
Antalet invånare i kommunen Saint-Ouen-sur-Gartempe
| Referens: INSEE |